# Forte Tre Sassi
Le fort Tre Sassi (Forte Tre Sassi en italien) est une forteresse et un musée situé sur la route du col de Valparola. Il est situé en Italie du Nord, sur le territoire de la commune de Cortina d'Ampezzo, dans les Dolomites. 
Caché entre le bassin l'Ampezzo et le val Badia, il fut érigé par des Autrichiens entre 1897 et 1901 en rempart contre les attaques menées par l'Italie dans les cols de Falzarego et Valparola,. Pendant la Première Guerre mondiale, il fut une cible privilégiée des Italiens qui finirent par le détruire.
Le fort Tre Sassi est un des trois sites préservés qui forment le Musée de la Grande Guerre dans les Dolomites. Le fort comporte aujourd'hui un musée et un centre d'information.

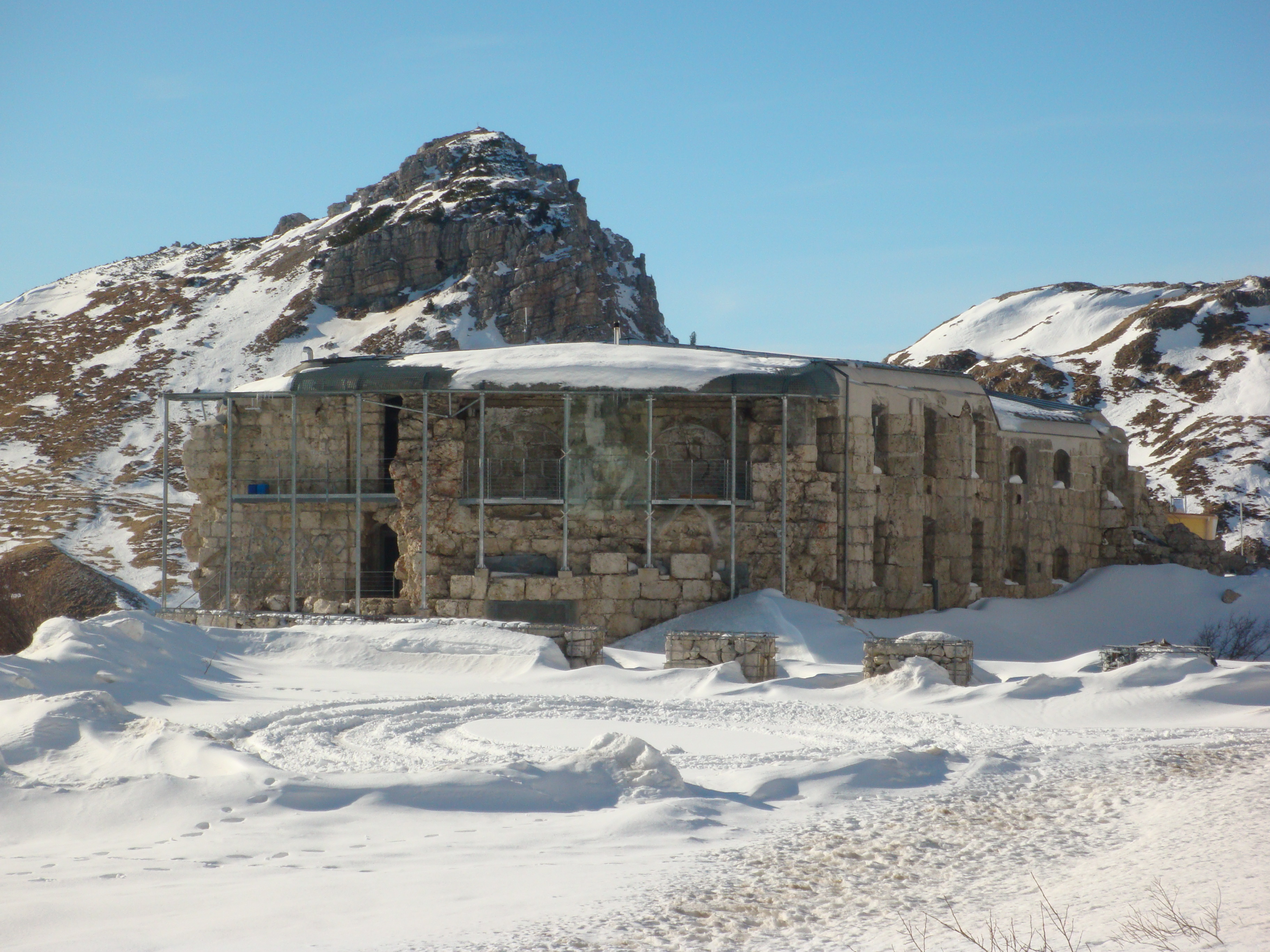
Forte Tre Sassi